# よだかの星

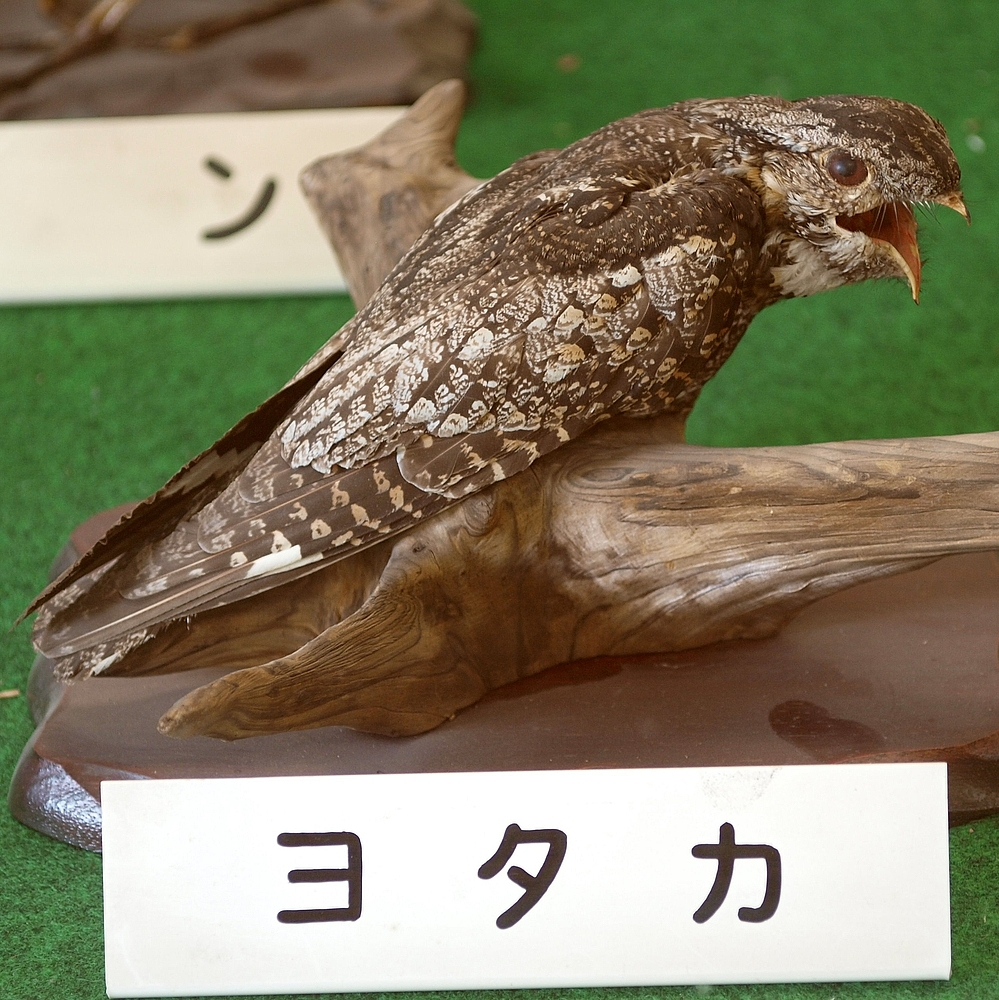
ヨタカ Caprimulgus indicus

『よだかの星』（よだかのほし）は、宮沢賢治の短編小説（童話）。1921年頃に執筆されたと考えられ、賢治の没年の翌年（1934年）に発表されている。

## あらすじ
主人公である鳥のよだかは、美しいはちすずめやかわせみの兄でありながら、容姿が醜く不格好なゆえに鳥の仲間から嫌われ、鷹からも「たかの名前を使うな、市蔵にせよ」と改名を強要され、故郷を捨てる。
自分が生きるために「たくさんの虫の命を奪っている」ことに嫌悪して、彼はついに生きることに絶望し、大空の太陽へ向かって飛びながら、「焼け死んでもいいからあなたの所へ行かせて下さい」と、太陽に願う。だが、太陽に「お前は夜の鳥だから星に頼んでごらん」と言われて、星々にその願いを叶えてもらおうとするが、相手にされない。
居場所を失い、命をかけて夜空を飛び続けたよだかは、いつしか青白く燃え上がる「よだかの星」となり、今でも夜空で燃える存在となる。

## 背景

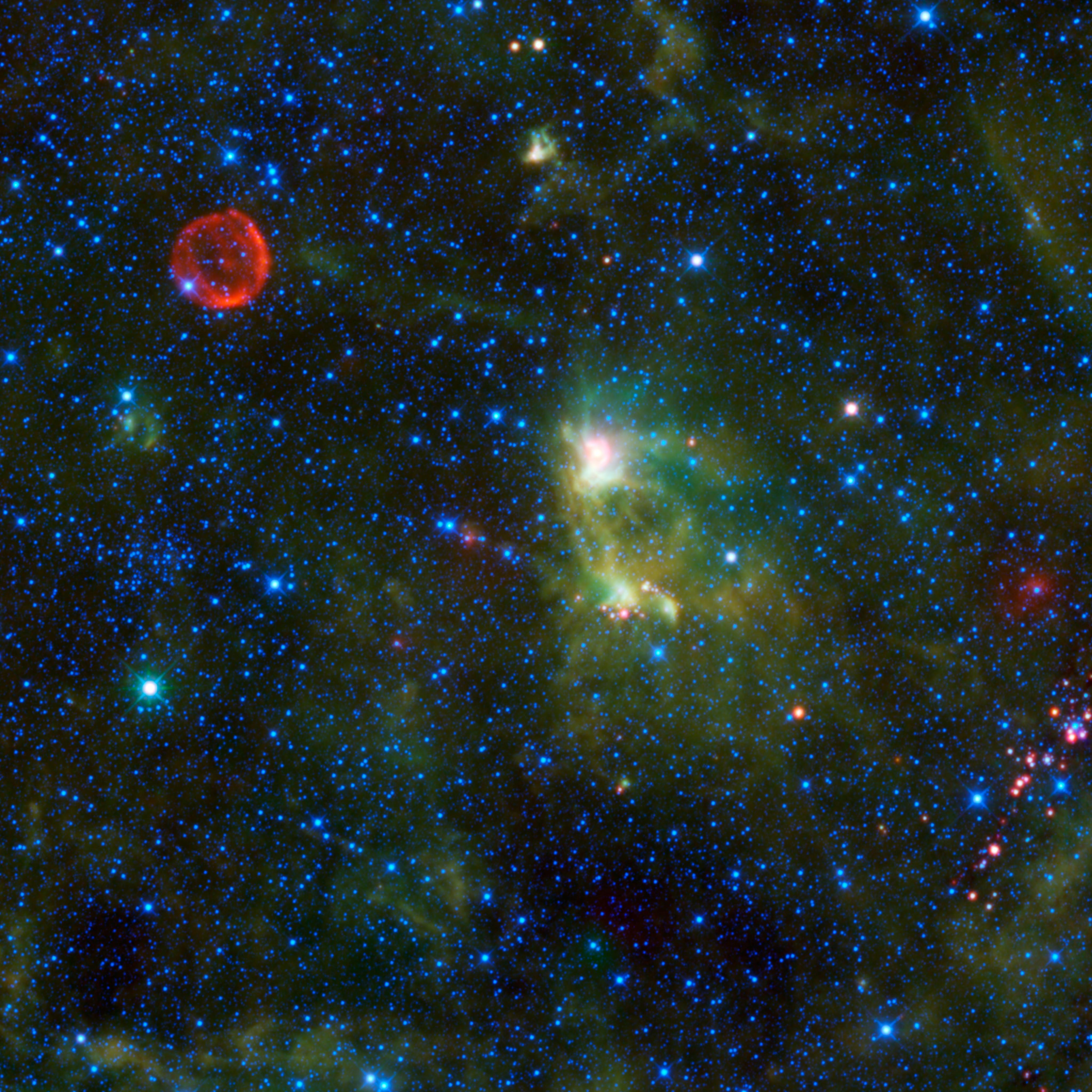
電波望遠鏡が捕らえた残留熱を放つチコの星（左上のバラ状のガス）

よだか（ヨタカ）とハチスズメ（ハチドリ）およびカワセミは比較的に類縁関係が近く、分類学的には的を射た設定と言われている。さらに当時は同じブッポウソウ目に分類されていたとされている。
西の青白い星とは、オリオン座のリゲル、南の青、紫、黄にまたたく星とは、おおいぬ座のシリウスを指すといわれている。
「よだかの星」がどの星かは特定されていないが、1572年にカシオペヤ座に出現してシリウスよりも10倍明るく輝いたチコの星を連想させる。『銀河鉄道の夜』でも示されているように宮沢賢治は天文学にも詳しく、この有名な超新星を念頭においていたとも言われている。

## 日本の評価
かつて国語の教科書にも採用された、有名な作品である。小学生向けには、弱い者いじめや外見の美醜による差別の否定といった教訓が中心となるが、より核心的に見れば、自らの「存在」への罪悪感から体を燃やして星へと転生するよだかの姿は、賢治の仏教思想（日蓮宗の系統）と併せて、彼が終生抱き続けた「自らの出自に対する罪悪感」を色濃く反映したものとして、宮沢賢治を論じる際にしばしば引き合いに出される。また、賢治の「自己犠牲」の物語の系譜に位置づけられている。

## 日本国外での見方
1996年、賢治の生誕100周年を記念して開催された「宮沢賢治国際研究大会」においては、以下のような意見がみられた。
韓国からの参加者は、よだかはコミュニティーから排除されて初めて、弱い虫の存在に気づくことができたと読み、よだかの最期については、自分の飛翔力を出し切って死をもって自己表現を果したと指摘。一方インドからの参加者はこの作品は、非暴力は最終的に暴力よりも（現状の）破壊力を持つというガンディーの思想と共通していると評価。よだかの最期については心身が清い者ゆえに星になれたのだと読み、インド哲学との共通性を感じ取り、よだかが目的を果たせたのは自分の問題から逃げないで解決法を見つけて、自力でなしとげることを決意したからであると分析している。2人とも共通して、逃避よりむしろ自分の名を守りぬいたことに重点をおいた発言をしている。

## 舞台
CLIEの「極上文學」シリーズ第12弾として、2018年3月に『風の又三郎』とともに上演された。
スタッフ
- 演出：キムラ真（ナイスコンプレックス）
- 脚本：神楽澤小虎（MAG.net）

## その他
2022年の大学入学共通テスト（センター試験）の国語に使用された檜垣立哉の『食べることの哲学』の引用箇所に、本作に言及した部分が含まれていた。
ヨルシカのファーストアルバム『夏草が邪魔をする』（2017年）の収録曲「靴の花火」のモチーフになっている。